# Nyia
Nyia (auch NYIA geschrieben) war eine polnische Jazzcore- und Grindcore-Band aus Olsztyn, die im Jahr 1999 gegründet wurde und sich 2008 auflöste.

## Geschichte
Die Band wurde nach einem heidnischen Dämon benannt, der zuerst von Jakub Parkoszowic und später von Jan Długosz erwähnt wurde. Die Gründung der Band erfolgte im Dezember 1999. Die Gruppe bestand damals aus dem Gitarristen Jarosław „China“ Łabieniec (ex-Vader), dem Schlagzeuger Wojciech Szymański (Kobong) und dem Gitarristen Szymon Czech (ex-Prophecy). Unter dem Namen Nospromo 2000 erschien ein erstes Demo. Danach stießen der Sänger Bogdan Kondracki, welcher ebenfalls vorher bei Kobong tätig war, und der Bassist Piotr Bartczak zur Besetzung. In dieser Besetzung nahm die Gruppe im Selani Studio in Olsztyn im Jahr 2001 ihr Debütalbum auf, das den Namen Head Held High trug. Nach den Aufnahmen verließen Bartczak und Kondracki die Band. Kurz darauf kam mit Maciej Banaszewski ein neuer Bassist zur Band, ehe der ehemalige Prophecy-Sänger Michal „Mike“ Pawluc dazustieß. Infolgedessen stabilisierte sich die Besetzung der Band, ehe sie im Januar 2004 einen Vertrag bei Candlelight Records unterzeichnete. Noch im selben Jahr wurde hierüber Head Held High veröffentlicht. Nachdem die Band in den folgenden drei Jahren an neuen Liedern gearbeitet hatte, erschien über Shane Emburys Label FETO Records das Album More Than You Expect. Hierauf war Jakub Leonowicz als neuer Sänger zu hören. Im Oktober 2007 erschien zudem eine Split-Veröffentlichung zusammen mit Antigama über Selfmadegod Records. Zudem ging Nyia mit dieser Band auf Tour. Anfang 2008 gab die Band ihre Auflösung bekannt.

## Stil
Chris True von Allmusic ordnete die Musik dem Grindcore zu, während rockdetector.com schrieb, dass die Band avantgardistischen Death Metal spielt. Laut Melanie Aschenbrenner spielt die Band auf More Than You Expect groovenden Grindcore mit einer Spieltechnik, die an Bands wie Fantômas, The Dillinger Escape Plan und Car Bomb erinnere. Die Stücke böten sich wiederholende Motive mit schrägen Akkorden und Riffs. Im Musikstück Birdies verwende die Band Vogelgezwitscher, Bored gehe in Richtung Neurosis und Yellow sei klarer Jazzcore. Der Gesang sei hell und atonal. Zudem seien in den Liedern auch Industrial-Einflüsse hörbar. Florian Knapp rezensierte das Album in einer späteren Ausgabe erneut. Die Band spiele eine „LSD-lastige Mischung aus Grindcore, Jazz und ko(s)mischen Klängen“. Laut Ollie Fröhlich vom Ox-Fanzine spielt die Band auf More Than You Expect zwar Grindcore, „aber Grindcore von einem anderen Stern in punkto Präzision und Abgefahrenheit“. Zudem gebe es in den Liedern auch akustische und progressive Passagen. Die Band mache da weiter, wo Fear Factory zu eingängig geworden seien. Nyia sei vergleichbar mit Antigama, nur das man nicht elektronische, sondern akustische Elemente voll ausreize.

## Diskografie
- Nospromo 2000 (Demo, 2000, Eigenveröffentlichung)
- Head Held High (Album, 2004, Candlelight Records)
- Antigama / Nyia (Split mit Antigama, 2007, Selfmadegod Records)
- More Than You Expect (Album, 2007, FETO Records)